# Vote Leave
Vote Leave é uma organização não governamental fundada em outubro de 2015, para organizar a campanha pela saída do Reino Unido no referendo realizado em junho de 2016. Formado por vários partidos políticos, incluindo o partido Conservador, Trabalhista e Independência, que possuem representação no Parlamento, o Vote Leave foi designada pela Comissão Eleitoral como organizadora oficial da campanha pela saída no referendo, em 13 de abril de 2016. A deputada trabalhista Gisela Stuart foi instituída como presidente da organização, e Michael Grove o CEO. A organização é financiada pelo ex-tesoureiro do Partido Conservador Peter Cruddas, e pelo apoiador do Partido Trabalhista John Mills.
No referendo sobre a permanência do Reino Unido na União Europeia, realizado em 2016, a maioria da população britânica, 51,9%, votou para que a Grã-Bretanha saísse do bloco econômico. Isso significa que a campanha do Vote Leave saiu vitoriosa.